# 猫芋螺
猫芋螺（学名：Conus catus），是新腹足目芋螺科芋螺属的一种。主要分布于印度尼西亚、中国大陆、台湾，常栖息在低潮线以下。